# Taraxacum gorodkovii
Taraxacum gorodkovii là một loài thực vật có hoa trong họ Cúc. Loài này được Kharkev. & Tzvelev miêu tả khoa học đầu tiên năm 1978.